# 운담영당
운담영당은 대한민국 경기도 포천시 일동면 화대리에 있는 사당이다. 2006년 4월 5일 포천시의 향토유적 제46호로 지정되었다.

## 개요
주자와 송시열, 이항로, 김평목 등을 제향하기 위해 건립한 일제강점기의 사당이다.